# Trisetella hirtzii
Trisetella hirtzii är en orkidéart som beskrevs av Carlyle August Luer. Trisetella hirtzii ingår i släktet Trisetella och familjen orkidéer. Inga underarter finns listade i Catalogue of Life.